# Sergio Berlato
Sergio Antonio Berlato (Marano Vicentino, 27 luglio 1959) è un politico italiano.

## Biografia
È stato consigliere, assessore regionale del Veneto e deputato del Parlamento europeo, rieletto per la seconda volta nel 2004 per la lista di Alleanza Nazionale nella circoscrizione nord-est (41 000 preferenze), proclamato in sostituzione di Gianfranco Fini che non accetta l'incarico per incompatibilità con la carica di governo italiana. È stato iscritto al gruppo Unione per l'Europa delle Nazioni.
È stato membro della Commissione per l'agricoltura e lo sviluppo rurale; della Commissione per l'ambiente, la sanità pubblica e la sicurezza alimentare; della Delegazione per le relazioni con l'Australia e la Nuova Zelanda; della Delegazione per le relazioni con la Repubblica popolare cinese.
Nelle elezioni europee del 6-7 giugno 2009 viene rieletto nel collegio nord - orientale raccogliendo 58 137 preferenze personali nella lista del Popolo della Libertà. Iscritto al gruppo del Partito Popolare Europeo, ne ha ricoperto il ruolo di capo vicario della delegazione italiana. È stato membro della Commissione per l'ambiente, la sanità pubblica e la sicurezza alimentare ed ha aderito nel 2013 alla rinata Forza Italia.
Dopo essere stato escluso dalle candidature per le elezioni europee del 2014 nelle liste di Forza Italia accetta la candidatura al parlamento europeo per Fratelli d'Italia. Berlato ha denunciato che la sua esclusione è frutto della svolta animalista del leader Silvio Berlusconi in contrasto con la sua passione per la caccia e per aver denunciato presunto malaffare in Veneto.
Non viene eletto alle elezioni europee del 2014.
Alle elezioni regionali in Veneto del 2015 si candida per la carica di consigliere regionale, in provincia di Vicenza, nelle liste di Fratelli d'Italia-AN, venendo eletto con circa 10 000 preferenze.
Si candida poi alle Elezioni europee del 2019 per FdI nella circoscrizione II Italia Nord Orientale. Con oltre 19 000 preferenze risulta essere il candidato più votato dopo la leader Giorgia Meloni, divenendo uno dei tre europarlamentari subentranti dopo la fuoriuscita della Gran Bretagna per la Brexit. Per tale motivo il 31 gennaio 2020 si è dimesso dalla carica di consigliere regionale del Veneto, al suo posto gli è subentrato il sindaco di Albettone Joe Formaggio.
Alle elezioni europee del 2024, viene ricandidato in seconda posizione nella stessa circoscrizione  e viene rieletto con oltre 46.000 preferenze.

### Controversie
Nel dicembre 2019 è rimasto coinvolto in una polemica sessista e antiambientalista dopo aver pubblicato un post su Facebook.
Nell'agosto 2020 altra polemica dopo aver sostenuto il genero candidato alle elezioni regionali in una lettera inviata ai 7.000 cacciatori vicentini della sua associazione dicendo che "ha sposato mia figlia, quindi è affidabile".
Nel novembre 2020 è stato organizzatore di un convegno negazionista del COVID-19.
Nel gennaio 2022 presenta un'interrogazione parlamentare al parlamento europeo con titolo "Presenza di grafene nei vaccini COVID-19: ora vogliamo la verità".

## Vita privata
Sposato con Nicoletta Brigato, sua assistente al Parlamento europeo dal 1999 al 2005, ha due figlie, Sara e Cristina.